# Кластерные головные боли
Кластерные головные боли — резко выраженная серия приступов болевого синдрома в областях проекции головного мозга на стенки черепной коробки, в ограниченный период времени (от нескольких недель до нескольких месяцев) с последующей длительной ремиссией (от нескольких недель до нескольких месяцев). Сила боли настолько велика, что может привести к попыткам самоубийства с целью избавления от болевых ощущений.

## Описание
Кластерная боль возникает сериями (кластерами, отсюда название синдрома) приступов по несколько раз в день в течение ряда недель, а то и месяцев, затем внезапно проходит и не отмечается месяцы, а то и годы. Длится приступ от 15 минут до двух часов и характеризуется такой острой болью, что отмечаются даже случаи суицида среди больных этой разновидностью головной боли. Больные, испытавшие приступы этой боли, рассказывали, что это похоже на прокалывание глаза раскаленной спицей.
При приступе сначала закладывает ухо, потом начинается острая боль позади глаза. Наблюдается покраснение глаза и появление слёз, закупорка носовой полости, прилив крови к лицу и потоотделение. Такая боль обычно поражает только одну сторону лица, но может переходить и на другую при последующих приступах. Боли могут носить сезонный характер, весна и осень — наиболее опасные времена года. Хотя до сих пор не обнаружено гена, ответственного за возникновение данного типа боли, вероятность возникновения её у родственников первой степени страдающего от неё выше, чем в среднем по популяции.

## Симптомы
1. Головные боли начинают появляться после периода полового созревания — между 20 и 50 годами и, вероятней всего, около 30 лет.
2. Головная боль не имеет предваряющего периода или каких-либо признаков, предупреждающих о её приближении.
3. Очень болезненные, но короткие по продолжительности приступы идут один за другим несколько дней, недель или даже месяцев подряд. Человек чаще всего испытывает от одного до трёх приступов в день, хотя может произойти серия из 10 приступов головной боли за сутки.
4. Во время кластерного периода головная боль появляется в одно и то же время суток ежедневно.
5. По завершении серии головных болей следует период без них до 3 лет.
6. Соотношение мужчин и женщин, страдающих этим типом головной боли, составляет приблизительно 6:1. Для женщин головная боль не имеет связи с менструальным циклом.
7. Обычно больной — единственный человек в семье, страдающий этим типом головной боли.
8. Боль локализуется только на одной стороне головы, сильнее всего вокруг одного из глаз, но болезненные ощущения могут распространяться на лоб, висок или щеку. В большинстве случаев боль ощущается на одной и той же стороне лица. Только примерно у 15 % больных она меняла стороны.
9. Головная боль часто будит больных ночью. В течение длящейся несколько дней серии приступов головные боли появляются с точностью, подобной работе часового механизма, в одно и то же время каждую ночь. Глаза слезятся. Нос заложен.
10. Лицо может краснеть от прилива крови к нему; лоб может потеть.
11. Веко на пораженной стороне головы опускается и может выглядеть припухшим.
12. Глаз часто налит кровью.
13. Зрачок временно сужается, а зрение может быть расплывчатым.
14. Частота сердечных сокращений увеличивается (тахикардия).
15. Возможна сезонная регулярность в появлении головных болей, которые могут преобладать весной и осенью.
16. Употребление алкоголя во время периода головных болей может вызывать боль.

Кластерная головная боль клинически отличается от мигрени и не должна смешиваться ни с каким другим типом головной боли.

## Характерные черты больных
При исследовании кластерных головных болей врачи обнаружили необычные сходные черты пациентов, страдающих ими. Наблюдения носят специфический характер, и их значение медицинская наука всё ещё не может объяснить. В 1972 году Джон Грэм подтвердил, что большинство страдающих — большие мускулистые мужчины. Они выше среднего роста; часто имеют сильное, крепкое тело. Эти мужчины обычно обладают квадратной челюстью и раздвоенным подбородком. Кожа грубая, похожая на кожуру апельсина; лоб часто покрыт глубокими морщинами; большинство имеют светло-голубые или светло-зелёные глаза. До 94 % страдающих кластерными головными болями курят сигареты (свыше 30 штук в день), причём начинают курить в подростковом или юношеском возрасте. У них также есть склонность злоупотреблять спиртным. Однако эти сходные черты являются лишь наблюдениями. Неизвестно, почему люди с такими физическими характеристиками и привычками более восприимчивы к кластерным головным болям. Связь между этими чертами и головными болями остается в своей основе неясной, однако врачи иногда пользуются этими характерными особенностями при постановке диагноза страдающим кластерными головными болями. Также неясно, почему употребление алкоголя вызывает боль во время периода кластерных головных болей, а по его окончании не оказывает заметного влияния на появление головной боли.

## Причины
Кластерная головная боль является циклическим расстройством. Все имеющиеся в настоящее время факты показывают, что этот синдром связан с биологическими часами человека. Теория биологических часов частично возникла из-за циклической природы этих головных болей и того факта, что они часто появляются в одно и то же время суток в течение цикла.
Биологические часы человека регулируют ферментативную деятельность, температуру тела, гормональную секрецию, а также другие физиологические реакции. У больных кластерной головной болью организм, по-видимому, испытывает некоторые трудности с управлением этими естественными ритмами. Гипоталамус, управляющий сном и бодрствованием, вероятно, лежит в корне этой загадки. Он может посылать импульсы центральной нервной системе, кровеносной системе, заставляя кровеносные сосуды расширяться. Но, как полагают[кто?], это расширение кровеносных сосудов является следствием, а не причиной данной болезни. Уровень содержания серотонина может быть ещё одним влияющим фактором; это химическое вещество мозга вместе с гистамином регулирует биологические часы, и анатомически связано с глазом. Содержание гистамина также может являться причиной этой проблемы. Гистамин является вазоактивным веществом, находящимся прежде всего в гипоталамусе, расширяющим кровеносные сосуды. Ученые[кто?] обнаружили, что инъекция (введение) небольшого количества гистамина пациентам вызывает головную боль. На этот факт ссылаются[кто?] как на доказательство связи между гистамином и головной болью. Многие пациенты сообщают, что они просыпаются ночью из-за кластерных головных болей. Ученые установили, что приблизительно в половине случаев это пробуждение приходится на фазу быстрого сна, или, как её ещё называют, фазу быстрого движения глаза. Недостаточно изучена причина этих явлений. Алкоголь, являясь сосудорасширяющим фактором, может провоцировать головные боли в течение кластерного цикла. Пациентов предупреждают о противопоказании к употреблению алкоголя в периоды кластерных головных болей.

## Лечение
Поскольку приступы, как правило, кратковременны, кластерные головные боли трудно поддаются лечению. Однако в апреле 2017 года администрация по контролю за продуктами и лекарствами США (FDA) зарегистрировала неинвазивное медицинское устройство для лечения кластерных головных болей. Устройство gammaCore снижает выраженность боли путем электростимуляции блуждающего нерва. Технология gammaCore была разработана американской компанией electroCore. Были проведены исследования, в которых принимали участие 85 пациентов. Результаты показали, что применение устройства снижает выраженность боли на 34,2 % (в плацебо-группе показатель составил 10,6 %). Как было показано ещё в одном испытании (27 пациентов), приступ кластерной головной боли проходил через 15 минут у 47,5 % пользователей gammaCore, и только у 6,2 % пациентов из плацебо-группы.
Специалисты FDA отметили, что электростимулятор не должен использоваться пациентами с имплантируемыми медицинскими устройствами (в частности, с кардиостимуляторами), а также с клинически значимой гипертонией, гипотонией, брадикардией или тахикардией. Помимо этого, gammaCore не рекомендован для людей с имплантированными металлическими медицинскими изделиями в районе шеи.
Также в качестве ещё одного метода борьбы с данным синдромом используется дыхание кислородом (через маску). Иногда боли снимают интенсивные физические упражнения. Также заболевание лечится с применением медикаментозных средств, но только под наблюдением врача, при этом применяются соматостатин, эрготамин, лидокаин («капли в нос»).
В профилактической практике так же применяется Верапамил дозами от 240 до 960 мг. При этом эффективность лечения согласно исследованиям составляет до 94 % у пациентов с эпизодическими приступами, и до 55 % у пациентов с хроническими приступами.
В 2007 году американскими учеными было проведено исследование с применением псилоцибина, в котором были получены поразительные результаты. Около 50 % больных или полностью перестали страдать этим недугом, или же получили значительное ослабление приступов. Однако данное исследование не соответствовало всем требованиям доказательной медицины, а выборка исследования была слишком мала для адекватного статистического анализа, вследствие чего о достоверном эффекте препарата говорить ещё рано, а доказательства эффективности его применения требует дополнительных исследований. В середине XX века в научных изданиях также сообщалось о поразительных результатах при использовании природных натуральных производных триптамина. В связи с тем, что исследуемое вещество (псилоцибин) практически повсеместно относится к запрещённым веществам, организовать масштабные исследования не представляется возможным. Также проводились исследования по лечению непсихоактивным 2-бром-ЛСД.
Моноклональные антитела: галканезумаб.